# Cyphea wallisi
Cyphea wallisi är en skalbaggsart som beskrevs av Adelbert Fenyes 1921. Cyphea wallisi ingår i släktet Cyphea och familjen kortvingar. Inga underarter finns listade i Catalogue of Life.